# Gond
Gond är ett dravidiskt språk, talat i centrala Indien, framförallt i Madhya Pradesh, av uppskattningsvis två till tre miljoner människor, motsvarande bara hälften av gondfolket. Gond har ingen nedskriven litteratur men en rik muntlig tradition. 

## Dialekter
Gond är uppdelad på ett flertal dialekter:
| Dialekt             | Förstaspråkstalare | Referens |
| ------------------- | ------------------ | -------- |
| Nordgond            | 1 950 000          | [ 2 ]    |
| Sydgond             | 100 000            | [ 3 ]    |
| Khirwar             | 34 300             | [ 4 ]    |
| Maria               | 165 000            | [ 5 ]    |
| – Abujmaria         | n/a                |          |
| Dandamimaria        | 200 000            | [ 6 ]    |
| Östmuria            | 200 000            | [ 7 ]    |
| Extremvästlig muria | 400 000            | [ 8 ]    |
| Västmuria           | 400 000            | [ 9 ]    |
| Nagarchal           | n/a                | [ 10 ]   |
| Pardhan             | 135 000            | [ 11 ]   |